# Torre de rádio Gliwice

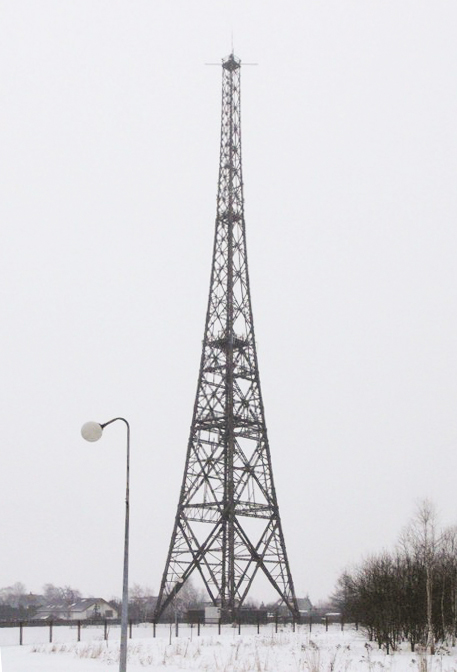
Torre de rádio de Gliwice

A Torre de rádio Gliwice ou Torre de rádio de Gliwice é uma torre de transmissão de rádio em Gliwice, Polônia, situada em 50°19' N e 18°41' E, na estrada de Tarnogórska em Szobiszowice. É uma construção de 118 m de altura com estrutura de madeira; após a demolição da torre de rádio de madeira de Ismaning em 1 de março de 1983, é talvez a única torre de transmissão de madeira no mundo e talvez a estrutura de madeira mais alta no mundo. Foi projetada para sustentar antenas para a transmissão de ondas médias, mas o transmissor não está em atividade atualmente.

## Estrutura
A Torre de Rádio Gliwice tem 111 m (364 pés) de altura com uma estrutura de madeira de lariço siberiano impregnado ligada por conectores de latão. Foi apelidada de "Torre Eiffel da Silésia" pela população local. A torre tem quatro plataformas, a 40,4 m (133 pés), 55,3 m (181 pés), 80 m (260 pés) e 109,7 m (360 pés) acima do solo. A plataforma superior mede 2,13 m (7 pés 0 pol) quadrados. Uma escada com 365 degraus dá acesso ao topo.
A torre é a estrutura de madeira mais alta da Europa. A torre foi originalmente projetada para transportar antenas para transmissão de ondas médias, mas esse transmissor não está mais em serviço porque o estágio final está faltando. Hoje, a Torre de Rádio Gliwice carrega várias antenas transceptoras para serviços de telefonia móvel e um transmissor FM de baixa potência transmitindo em 93,4 MHz.

## História
A torre foi erguida a partir de 1 de agosto de 1935 como Sendeturm Gleiwitz (Torre de Rádio Gleiwitz), quando o território fazia parte da Alemanha. Foi operado pela Reichssender Breslau (antiga Schlesische Funkstunde broadcasting corporation) da rede de rádio Reichs-Rundfunk-Gesellschaft. A torre foi modelada no transmissor de rádio Mühlacker, substituiu um transmissor menor em Gleiwitz situado nas proximidades da Raudener Straße e entrou em serviço em 23 de dezembro de 1935. Em 31 de agosto de 1939, as SS alemãs realizaram um ataque "polonês" à estação de rádio de Gleiwitz, que na manhã seguinte foi usado como justificativa (Seit 5 Uhr 45 wird jetzt zurückgeschossen! / Estamos agora, desde as 5h45, respondendo ao fogo!) para a invasão da Polônia. A instalação de transmissão não foi demolida na Segunda Guerra Mundial. De 4 de outubro de 1945 até a inauguração do novo transmissor em Ruda Śląska em 1955, o transmissor Gliwice foi usado para transmissões de ondas médias pela emissora estatal polonesa Polskie Radio. Depois de 1955, foi usado para bloquear estações de ondas médias (como a Radio Free Europe) transmitindo programas em polonês da Europa Ocidental.